# Усачик серый Линнея
Усачик серый Линнея (лат. Leiopus linnei) — жук из семейства усачей и подсемейства ламиин (Lamiinae).

## Описание
Этот вид является видом-двойником для типового вида Leiopus nebulosus.

## Распространение
Распространён в Северной Европе.

## Экология и местообитания
Кормовым растением вида является дуб черешчатый (Quercus robur).